# 斯里蘭卡播棋
斯里蘭卡播棋（Daramutu），是流傳於斯里蘭卡的兩人棋類，是種播棋類。

## 棋具
- 長方形棋盤，分為兩列各七個棋洞，兩方玩家各分一列。

- 初始佈置時，每洞有七顆棋子。

## 規則
- 先行方選用該局分配方向選用逆或順時鐘。

- 雙方輪流從己方任一有棋子的小洞取出該洞的所有棋子，以規定方向分配到其他的小洞中，一洞分配一顆，直到分配完。最後分配的一顆棋子若落在有棋子三顆或以上的小洞中時，需再從該洞再進行分配動作，直到最後分配的棋子落在棋子低於三顆的小洞中。當最後分配的一顆棋子落定在任何方洞時，將正對面洞的所有棋子全取走作計分。

- 任何玩家無法行棋時，遊戲結束。

- 當一方獲得超過總棋子數量一半時得勝[1]。